# 保罗·贝蒂尼

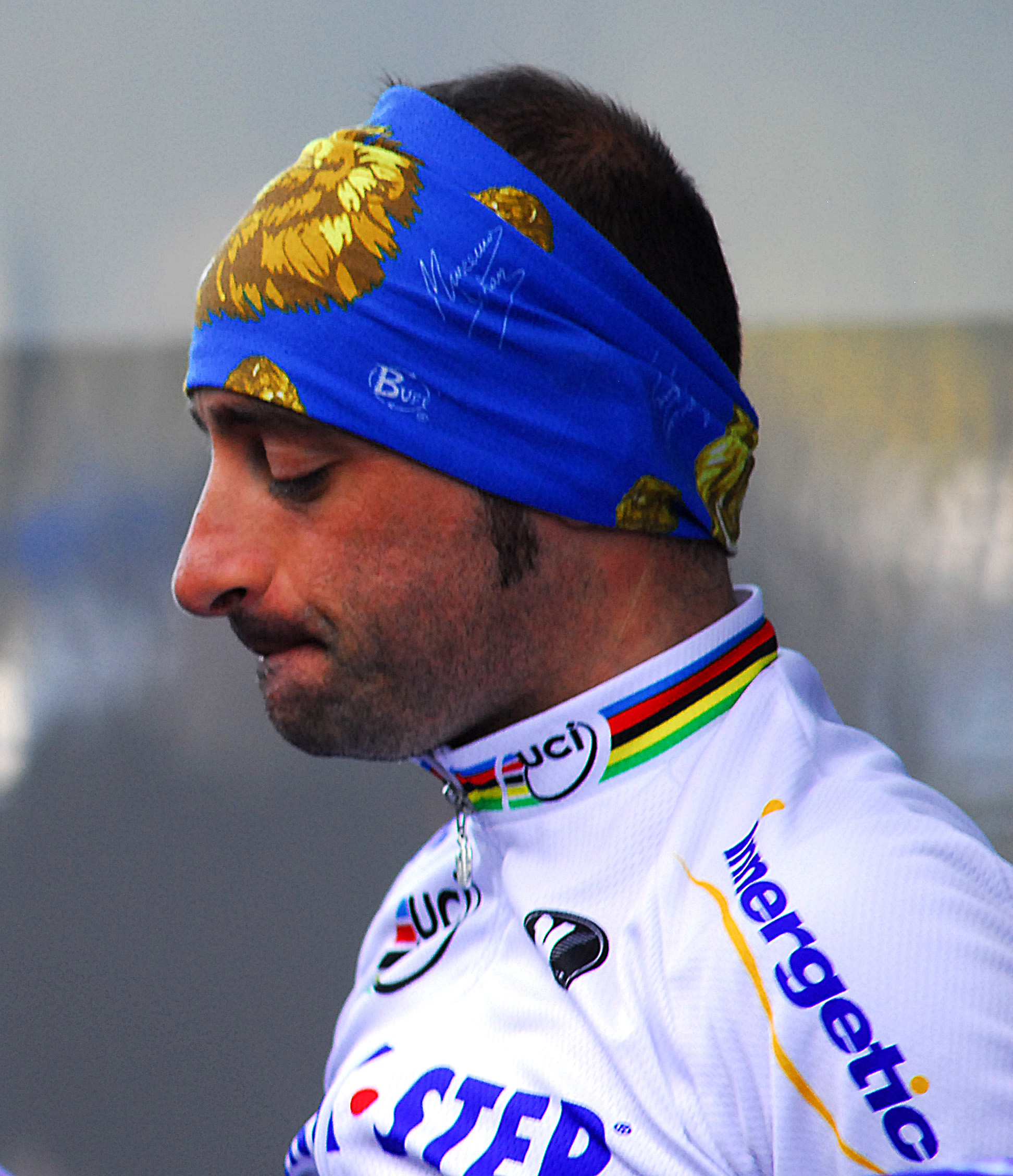
保罗·贝蒂尼

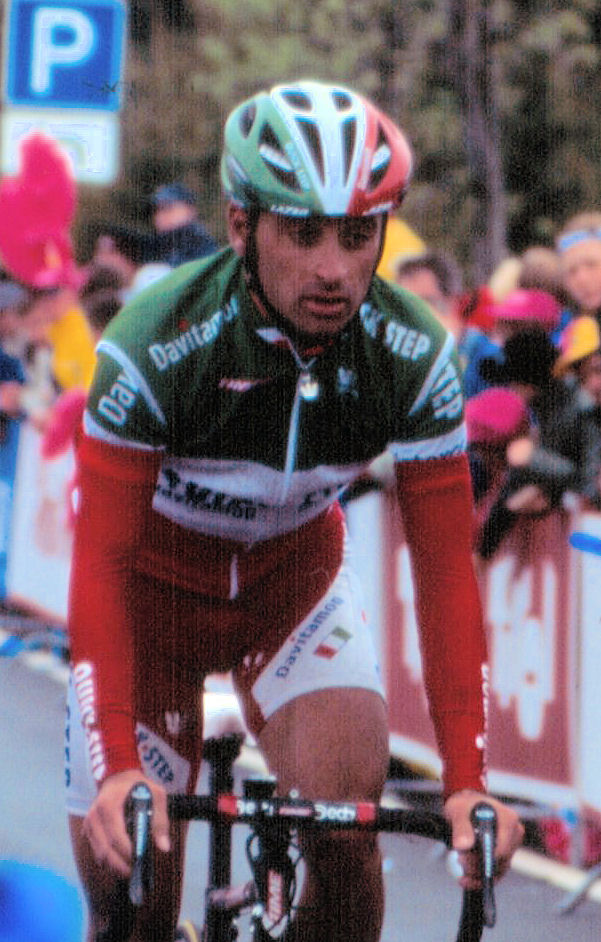
保罗·贝蒂尼

保罗·贝蒂尼（義大利語：Paolo Bettini，1974年4月1日—），生于切奇纳，意大利男子自行车运动员。他曾在2004年夏季奥林匹克运动会上获得自行车项目男子公路赛金牌。